# Пін-Оук (Оклахома)
Пін-Оук (англ. Pin Oak Acres) — переписна місцевість (CDP) в США, в окрузі Мейз штату Оклахома. Населення — 321 особа (2020).

## Географія
Пін-Оук розташований за координатами 36°7′21″ пн. ш. 95°17′20″ зх. д. / 36.12250° пн. ш. 95.28889° зх. д. (36.122561, -95.288859).  За даними Бюро перепису населення США в 2010 році переписна місцевість мала площу 14,53 км², уся площа — суходіл.

## Демографія
Згідно з переписом 2010 року, у переписній місцевості мешкала 421 особа в 160 домогосподарствах у складі 115 родин. Густота населення становила 29 осіб/км².  Було 206 помешкань (14/км²).
Расовий склад населення:
| - 75,8 % — білих - 9,0 % — корінних американців - 0,7 % — чорних або афроамериканців - 0,2 % — азіатів |

До двох чи більше рас належало 14,3 %. Частка іспаномовних становила 1,9 % від усіх жителів.
За віковим діапазоном населення розподілялося таким чином: 22,3 % — особи молодші 18 років, 67,5 % — особи у віці 18—64 років, 10,2 % — особи у віці 65 років та старші. Медіана віку мешканця становила 41,0 року. На 100 осіб жіночої статі у переписній місцевості припадало 106,4 чоловіків;  на 100 жінок у віці від 18 років та старших — 113,7 чоловіків також старших 18 років.
За межею бідності перебувало 24,2 % осіб, у тому числі 51,4 % дітей у віці до 18 років та 22,7 % осіб у віці 65 років та старших.
Цивільне працевлаштоване населення становило 179 осіб. Основні галузі зайнятості: освіта, охорона здоров'я та соціальна допомога — 24,0 %, мистецтво, розваги та відпочинок — 15,6 %, роздрібна торгівля — 14,5 %.